# Abdulaziz Al-Buloushi
Abdulaziz Al-Buloushi (àrab: عبد العزيز حسن)  (Kuwait, 4 de desembre de 1962) és un exfutbolista kuwaitià de la dècada de 1980.
Fou internacional amb la selecció de futbol de Kuwait amb la qual participà a la Copa del Món de futbol de 1982.
Pel que fa a clubs, destacà a Qadsia SC.